# Сяо Годун
Сяо Годун (англ. Xiao Guodong; кит. 肖国栋; нар. 10 лютого 1989 року)  — китайський професійний гравець у снукер.
Став професіоналом у 2007 році після перемоги на чемпіонаті Азії серед молоді до 21 року. Виграв перший рейтинговий турнір через 17 років, на Wuhan Open 2024, обігравши Сі Джаху з рахунком 10-7. Має в активі більше 200 сотенних серій та один максимальний брейк (147 очок), який зробив у 2021 року на Scotish Open.

## Віхи кар'єри
2007 рік. Перемагає в Чемпіонаті Азії серед гравців у віці до 21 року, стає професіоналом.
2008 рік. Перемагає у двох низькорейтингових турнірах азійської серії PIOS.
2013 рік. Виходить до першого фіналу рейтингового турніру на Shanghai Masters, але поступається Діну Джуньху 6-10.
2017 рік. Виходить до другого фіналу рейтингового турніру на Shoot Out, але поступається Ентоні Макгілу.
2021 рік. Робить свій перший офіційний максимальний брейк на турнірі Scotish Open.
2024 рік. Здобуває перший рейтинговий титул на Wuhan Open, перемігши в фіналі Сі Джаху 10-7.

## Особисте життя
Після отримання статусу професіонала в 2007 році постійно проживає у Великій Британії, зокрема більше 10 останніх років - у Шеффілді. Тренується Сяо теж у Шеффілді, в академії Діна Джуньху.